# Hugh M. Dorsey
Hugh Manson Dorsey, född 10 juli 1871 i Fayetteville i Georgia, död 11 juni 1948 i Atlanta i Georgia, var en amerikansk politiker (demokrat) och jurist. Han var Georgias guvernör 1917–1921.
Dorsey utexaminerades 1893 från University of Georgia, studerade sedan juridik vid University of Virginia och inledde 1894 sin karriär som advokat i Atlanta. Han tjänstgjorde som generaladvokat (solicitor general) i Atlanta 1910–1916. I den egenskapen var han åklagare i ett uppmärksammat mordfall år 1913 där en judisk arbetsgivare vid namn Leo Frank stod åtalad för mordet på fabriksarbetaren Mary Phagan. Stämningen i Georgia var hätsk för att politikern Thomas E. Watson använde sig av antisemitisk retorik i offentligheten i anslutning till rättegången. Det hela slutade med en lynchning.
Dorsey efterträdde 1917 Nathaniel Edwin Harris som Georgias guvernör och efterträddes 1921 av Thomas W. Hardwick. Dorsey avled 1948 och gravsattes på Westview Cemetery i Atlanta i Georgia.